# Ingrid Vang Nyman
Ingrid Vang Nyman (21 agosto 1916 – 13 dicembre 1959) è stata un'illustratrice danese, la prima illustratrice di Pippi Calzelunghe. Nonostante la fama raggiunta dal libro e dalle illustrazioni, non ricevette riconoscimento per le pubblicazioni e rimase perlopiù sconosciuta.

## Biografia
Ingrid Vang Nyman (nata Ingrid Vang Lauridsen) nacque a Vejen, Danimarca. Nata in una famiglia di intellettuali, Vang Nyman fu incoraggiata a studiare in casa. Studiò per un paio d'anni alla Royal Danish Academy of Fine Arts a Copenaghen dai diciannove anni in poi. Non amò quella scuola e interruppe gli studi in anticipo. Mentre si trovava in Accademia, incontrò il pittore, fumettista e compositore Arne Nyman, con cui si sposò nel 1940 e con cui ebbe il figlio Peder. Si trasferirono a Stoccolma nel 1942, ma il matrimonio si concluse pochi anni dopo.
Vang Nyman disegnò la maggior parte delle sue illustrazioni tra 1945 e il 1952. Tra queste sono incluse quelle di Pippi Calzelunghe, pubblicato nel 1945 da Rabén e Sjögren. Nel 1954, Vang Nyman si trasferì a Copenaghen. Dovette combattere con molte malattie, sia fisiche che psicologiche, e si suicidò nel 1959.

## Stile
Nonostante Vang Nyman fosse un'illustratrice per l'infanzia, riteneva che le illustrazioni per bambini dovessero essere di alto livello, come quelle per adulti. Aveva competenze in diversi metodi di stampa. La sua tecnica prevedeva campiture uniformi di colori brillanti, delimitate da contorni marcati. Anche se in alcuni suoi disegni sono presenti sfumature, nelle sue illustrazioni Van Nyman non disegnava mai le ombre.

## Carriera
È principalmente nota per le illustrazioni di Pippi Calzelunghe, anche se il suo debutto come illustratrice per l'infanzia avvenne l'anno precedente l'inizio della collaborazione con la Astrid Lindgren. Illustrò alcuni testi della Lindgren e anche quelli di altri autori, tra cui Pearl S. Buck.
Vang Nyman non viaggiò molto nella sua vita, ma era affascinata dalle altre culture, e in particolare dai bambini di Cina, Africa e India. Creò una serie di litografie destinate all'uso sia in libri di geografia per bambini sia in testi editoriali che illustravano tali culture. Nel 1948, venne pubblicata una serie di stampe dal titolo Children in East and West. Le litografie mostrano una grande attenzione ai dettagli e una profonda conoscenza delle culture presentate da Vang Nyman. È possibile che la fascinazione di Vang Nyman per queste culture abbia influenzato il suo stile in molte illustrazioni, in quanto la mancanza di ombre e le masse di colore brillante potrebbero essere ispirate alle xilografie tradizionali giapponesi.
Nel tentativo di ottenere riconoscimento, cosciente del proprio valore artistico ma sentendosi sottovalutata, Vang Nyman iniziò a richiedere pagamenti troppo alti e in certi casi non realistici. Questo comportamento talvolta creò problemi tra lei e l'editore, ma parrebbe invece che tra Vang Nyman e Astrid Lindgren non ci fossero attriti, visto che quest'ultima disse, riferendosi alla Vang Nyman: "Ogni autore che è stato così fortunato da trovare un illustratore che è congeniale per i propri libri, sarà eternamente grato a quell'artista".